# Graphorkis concolor
Graphorkis concolor är en orkidéart som först beskrevs av Louis Marie Aubert Du Petit-Thouars, och fick sitt nu gällande namn av Carl Ernst Otto Kuntze. Graphorkis concolor ingår i släktet Graphorkis och familjen orkidéer.

## Underarter
Arten delas in i följande underarter:
- G. c. alphabetica
- G. c. concolor